# Selección de rugby de Dinamarca
La selección danesa de rugby es el equipo representativo de Dinamarca en competencias oficiales. Actualmente milita en la División 2B de la Copa europea de Naciones.
Es destacable que aún no clasificó a ningún Mundial. Vale destacar que este deporte se practica en Dinamarca desde 1931, disputando su primer partido internacional en 1949. Cabe añadir que en 1971 la asociación danesa se unió a la FIRA. Tres años más tarde, cofundaron la Unión de Rugby de Nordisk. Ha sido miembro del IRB desde 1988 y ha estado participando de la ronda clasificatoria para la Copa Mundial desde entonces.

## Federación
La DRU (Dansk Rugby Union) dispone alrededor de 2500 miembros y más de 30 clubes.
Cabe destacar que la Superliga de la DRU es el campeonato de rugby 15 más importante de Dinamarca. La mayoría de los jugadores del equipo generalmente juegan equipos en la liga danesa, sin embargo existen excepciones que se desempeñan en clubes amateurs de Inglaterra y Francia

## Desempeño internacional
- Copa Mundial 1987 : no participó
- Copa del mundo 1991 : no participó
- Copa del Mundo 1995 : no clasificó
- Campeonato Mundial 1999 : no clasificó
- Copa del Mundo 2003 : no clasificó
- Copa Mundial 2007 : no  clasificó ( segunda ronda de clasificación )
- Copa Mundial 2011 : no  clasificó ( 1.ª ronda de clasificación )
- Copa Mundial 2015: no clasificó.

## Plantel actual
Actualizado el 26 de junio de 2018
- Kasper Vad Pedersen (Aarhus RK)
- Niels Bjerg Jensen (CSR-Nanok)
- Michael friis Larsen (Aalborg)
- Daniel Pilgaard (Aarhus RK)
- Kristian Rieberholt Andersen (Holstebro RK)
- Johannes Mackeprang (RK Speed)
- Gaspard Nau Valbak (VGA Saint M)
- Nico Vermaak (Lindø RSC)
- Johannes Soussan (CSR-Nanok)
- Mikkel S. Jensen (Aarhus RK)
- Sylvester Michaelsen (CSR-Nanok)
- Andreas Robertson (Nottingham Trent University)
- Jesper G. Jensen (Lindø RSC)
- Oliver Le Roux (RK Speed)
- Christian Melgaard (Erritsø GIF Rugby)
- Joshua Jensen (D RC)
- Rasmus Dufke (CSR-Nanok)
- Niels B. W. Gotfredsen (Aarhus RK)
- Jannick Larsen (Lindø RSC)
- Andrew Grantham (Aarhus RK)
- James B Rosenfeldt (CSR-Nanok)
- Thomas Grågaard (Holstebro RK)
- Emad Libis (CSR-Nanok)

## Palmarés
- Campeonato europeo:
- 2009-2010 : 3° de División 3B
- 2011-2012 : 2° de División 2C
- 2013-2014 : 4° de División 2B
- 2015-2016 : 5° de División 2C
- 2017 : 2° en la Conferencia Norte 2.

## Estadísticas
- Actualizado el 26 de junio de 2018, con base en "Denmark NT"[7][8][9][10]

| Rival               | PJ  | G  | P  | E | %G     |
| ------------------- | --- | -- | -- | - | ------ |
| Alemania            | 6   | 1  | 5  | 0 | 16.67% |
| Alemania Occidental | 3   | 0  | 3  | 0 | 0%     |
| Andorra             | 1   | 0  | 1  | 1 | 0%     |
| Armenia             | 2   | 0  | 2  | 0 | 0%     |
| Austria             | 6   | 5  | 1  | 0 | 83.33% |
| Bélgica             | 5   | 1  | 3  | 1 | 20%    |
| Bulgaria            | 1   | 0  | 1  | 0 | 0%     |
| Croacia             | 5   | 0  | 4  | 1 | 0%     |
| República Checa     | 2   | 0  | 2  | 0 | 0%     |
| Eslovenia           | 0   | 0  | 0  | 0 | 0%     |
| España              | 1   | 0  | 1  | 0 | 0%     |
| Finlandia           | 2   | 2  | 0  | 0 | 100%   |
| Georgia             | 1   | 0  | 1  | 0 | 0%     |
| Hungría             | 4   | 3  | 1  | 0 | 75%    |
| Israel              | 3   | 2  | 1  | 0 | 75%    |
| Letonia             | 3   | 2  | 1  | 0 | 75%    |
| LIT                 | 1   | 1  | 0  | 0 | 100%   |
| Luxemburgo          | 2   | 2  | 0  | 0 | 100%   |
| Malta               | 2   | 1  | 1  | 0 | 50%    |
| Marruecos           | 1   | 0  | 1  | 0 | 0%     |
| Moldavia            | 1   | 0  | 1  | 0 | 0%     |
| Países Bajos        | 10  | 0  | 9  | 1 | 0%     |
| Noruega             | 13  | 11 | 1  | 1 | 84.62% |
| Polonia             | 3   | 0  | 3  | 0 | 0%     |
| Portugal            | 2   | 0  | 2  | 0 | 0%     |
| Rusia               | 3   | 0  | 3  | 0 | 0%     |
| Serbia y Montenegro | 2   | 0  | 2  | 0 | 0%     |
| Suecia              | 49  | 10 | 36 | 3 | 20.41% |
| Suiza               | 9   | 4  | 3  | 2 | 44.44% |
| Ucrania             | 3   | 1  | 2  | 0 | 33.33% |
| Total               | 150 | 48 | 93 | 9 | 32%    |

- Más partidos disputados:

Morten Rune Nielsen (64)
- Primer partido internacional

 Suecia 6: 0  Dinamarca   
(23 de octubre de 1949)
- Mayor victoria

Dinamarca  100: 0  Finlandia  
(10 de octubre de 1987)
- Mayor derrota

Dinamarca   7: 104  Rusia  
(13 de mayo de 2000)
* Código de World Rugby : DEN
*Ranking WR : (desde el 25 de junio de 2018).